# هنري بيرسيفال دودغ
هنري بيرسيفال دودغ (بالإنجليزية: Henry Percival Dodge)‏ هو دبلوماسي أمريكي، ولد في 18 يناير 1870 في بوسطن في الولايات المتحدة، وتوفي في 16 أكتوبر 1936 في زيورخ في سويسرا.